# でん六
株式会社でん六（でんろく）は、山形県山形市に本社を置く菓子メーカーである。

## 概要
創業者は鈴木傳六（すずきでんろく）。これが社名の由来となっている。2代目社長は鈴木傳四郎。2023年現在は、傳四郎の長男である鈴木隆一が社長。

## 沿革
- 1924年（大正13年）11月 - 菓子製造（おこし）創業。
- 1950年（昭和25年） - 甘納豆で急激に成長
- 1953年（昭和28年）5月 - 「鈴木製菓株式会社」設立。
- 1956年（昭和31年）6月 - 「でん六豆」新発売。
- 1957年（昭和32年） - 袋詰め商法への挑戦、自動計量器の導入
- 1962年（昭和37年）7月 - 「株式会社でん六」と社名変更。
- 1963年（昭和38年）4月 - 「でん六ミックス」発売、鮮度管理を実施
- 1964年（昭和39年）7月 - CMソング「でん六豆のうた」発表
- 1967年（昭和42年）1月 - 「でん六節分」の開始
- 1970年（昭和45年）7月 - 「ポリッピー」登場
- 1971年（昭和46年） - 赤塚不二夫デザインによる鬼の面シリーズ開始
- 1973年（昭和48年） - チョコレート商品を開発
- 1977年（昭和52年） - 初代社長鈴木傳六が山形市霞城公園内に最上義光騎馬像を寄贈、山形鋳物により製作
- 1982年（昭和57年） - 鈴木傳六が北海道別海町、別海北方展望塔そばに「四島への道・叫びの像」を寄贈
- 1983年（昭和58年）10月 - 山形市清住町に新工場完成
- 1993年（平成5年） - 「味のこだわり」「ウルトラミニシリーズ」ヒット
- 1995年（平成7年）10月4日 - 上山市の蔵王の森工場が落成
- 2006年（平成18年）6月 - 「でん六豆」の発売50周年を迎える
- 2010年（平成22年）10月 - 東京支店を東京都足立区古千谷本町へ移転
- 2012年（平成24年）1月 - 仙台支店、新社屋新築
- 2014年（平成26年）
  - 4月 - 創業90周年
  - 5月 - 東北六魂祭 山形開催の公式スポンサーに就任
- 2016年（平成28年）7月 - 毎年10月6日を「でん六の日」として、一般社団法人日本記念日協会から認定
- 2017年（平成29年）12月 - 日本政策投資銀行より、山形県初の健康経営格付を取得。経済産業省より「地域未来牽引企業」に選定
- 2018年（平成30年）10月 - 全工場（本社工場、蔵王の森工場）にて、ISO22000ならびにFSSC22000の認証取得
- 2024年（令和6年）2月 - 山形県の企業等による森づくり事業「やまがた絆の森」の上山市の小倉生産森林組合の所有する森林1.25haの整備に参画[3]
  - 4月 - 創業100周年 記念スローガンとして「幸せ、ころころ。」を策定
  - 10月13日 - やまぎん県民ホールにて創業100周年記念式典開催。山形交響楽団による演奏など実施。同日、ホテルメトロポリタン山形とパレスグランデールの2か所で記念祝賀会を同時開催

## 歴代社長
鈴木製菓社長
- 鈴木傳六：1953年 - 1962年

でん六社長
- 鈴木傳六：1962年 - 1976年
- 鈴木傳四郎：1976年 - 2002年
- 鈴木隆一：2002年6月 -

## 主な商品
- でん六豆
- 甘納豆
- でん六ミックス
- ポリッピー
- いかピー
- ウルトラミニアソート5
- ウルトラミニアソート8
- 味のこだわり
- ピーナッツ菓子（バタピー、ピー柿）
- チョコレート菓子（ピーナッツチョコ、コーンチョコ）
- 節分用豆（赤塚不二夫デザインの鬼の面つき[注 1]）

## CM
- キャッチコピーは「豆はでん六」。キャッチコピーを使ったサウンドロゴもあり、その多くはのこいのこが歌うバージョンを使用している（1990年代までは「豆はでん六」と歌っていたが、2000年代は「でん六」部分のみを使用）。
- 節分の時期は毎年、新作CMを放映。企業キャラクターのでんちゃん、でんこちゃんがフルCGのCMになる。
- 2006年6月から、倉科カナを起用したテレビCMを放映していた（サウンドロゴも本人が歌唱）。
- ポリッピーは朝倉さやが歌唱したラジオCMが放送されている（サウンドロゴも本人が歌唱）。
- 2023年以降の節分期に於けるCMでMay'nとJUVENILE による節分ソング「せつぶんぶん!」がTVCM曲として起用された。TVCMにはMay'n自身も出演し、サウンドロゴも本人が歌唱している。

## その他
- 看板商品の「でん六豆」は、2006年で発売から50周年を迎えている。
- サッカーJリーグモンテディオ山形の袖スポンサーになっている。
- モンテディオ山形を応援する「モンテディオ 勝ちピー」を発売している。2010年にはサッカー日本代表バージョンの「SAMURAI BLUE 勝ちピー」も発売。なお、亀田製菓（アルビレックス新潟のスポンサー）も同趣旨の「勝ちの種」を発売している。
- マスコットキャラクターは黒いくまの「でんちゃん」。着ぐるみも制作されている。